# Národní probuzení

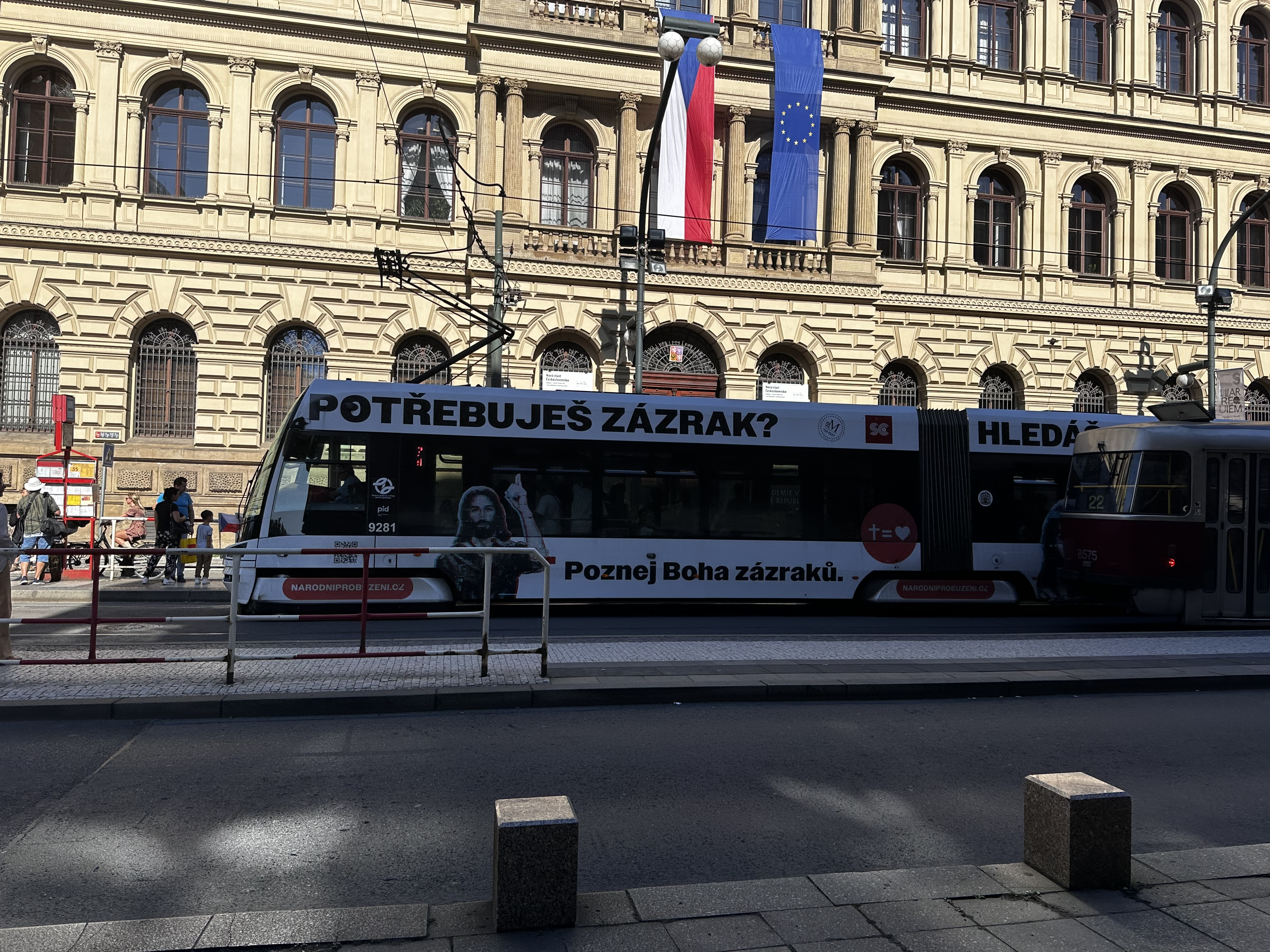
Ježíšova tramvaj u Národního divadla (Jesus tram)

Národní probuzení je název pro českou evangelizační kampaň a rovněž samotnou organizaci s cílem zvýšit povědomí o Ježíši Kristu a křesťanství moderním, nenásilným způsobem.
Iniciativa si dala za cíl dostat evangelium během měsíce listopadu 2023 ke každému člověku v Česku. Za tímto účelem uspořádala iniciativa velkou marketingovou a mediální kampaň, nejviditelnějším příkladem se staly polepy na tramvajích pražského dopravního podniku s názvem "Jesus tram" či "Ježíšova tramvaj". Této aktivity si všiml i religionistický portál Náboženský infoservis či portál Křesťan dnes.
Iniciativu podporují další křesťanské organizace i známé osobnosti křesťanského i mediálního světa, například pastor Církve bez hranic Stanislav Bubik, pastor a spisovatel Dan Drápal, předseda Rady Církve bratrské David Novák,  a mnozí další.
Organizátorem je Josef Bajzík z olomouckého sboru Církve bez hranic. Byl také hostem pořadu Hergot! na Rádiu Wave k dané akci. Propagaci akce má rovněž zajišťovat YouTube kanál Connect Disciples Prague.
Sama organizace uvádí i další misijní projekty a nabízí interaktivní mapu pro nalezení konkrétního místa.